# Cassini de Thury
Cassini de Thury (francès: César-François Cassini de Thury)  (Thury-sous-Clermont, 17 de juny de 1714 - París, 4 de setembre de 1784), també conegut com a Cassini III, va ser un cartògraf i astrònom francès.

## Biografia
Cassini de Thury nasqué a Thury-sous-Clermont, (Oise), fill segon de Jacques Cassini i Suzanne Françoise Charpentier de Charmois. Era net de Giovanni Domenico Cassini, i va ser el pare de Jean-Dominique Cassini, Comte de Cassini.
Va ser educat pel seu besoncle Jacques Philippe Maraldi, i va estudiar a l'Observatori de París, amb la seva família.
A partir de 1733, va estar prenent mesures geodèsiques amb el seu pare d'una perpendicular al meridià de París.
El 1735, va ser escollit membre de l'Acadèmia Francesa de les Ciències. El gener de 1751 va ser escollit membre, Fellow of the Royal Society.
Va succeir el seu pare en el seu càrrec de director de l'Observatori el 1756 i en continuà les operacions. El 1744, inicià la construcció d'un gran mapa topogràfic de França, una de les fites en la història de la topografia. Va ser acabat pel seu fill Jean-Dominique, (Cassini IV) i publicat per l'Académie des Sciences entre 1744 i 1815, tot i que entre 1756 i 1793 l'obra va esdevenir un negoci privat ja que no va comptar amb el recolzament econòmic estatal i els Cassini van haver de buscar-se el finançament. Les seves 180 plaques es coneixen com a Mapa de Cassini.

## Obres
Les seves obres principals són La méridienne de l'Observatoire Royal de Paris (1744), una correcció del meridià de París i els tractats de cartografia Description géométrique de la terre (1775) i Description géométrique de la France (1784), acabada pel seu fill,Cassini IV.